# 富蘭克林一號鎮區 (密蘇里州格林縣)
富蘭克林一號鎮區（英語：Franklin No. 1 Township）是位於美國密蘇里州格林縣的一個行政鎮區。

## 地方資料
富蘭克林一號鎮區的面積為56.82平方千米，當中陸地面積為55.25平方千米，而水域面積為1.57平方千米。根據2020年美國人口普查的數據，當地共有人口1654人，而人口密度為每平方千米29.11人。